# Płyn Nowikowa
Płyn Nowikowa, farm. Liquor Novikov, Vernix Novikov (syn. lakier Nowikowa, harcerski lakier opatrunkowy, roztwór Nowikowa, Solutio Novikov) – preparat galenowy do użytku zewnętrznego, sporządzany w zakresie receptury aptecznej, według przepisu oficynalnego. Nazwa upamiętnia radzieckiego lekarza ortopedę i traumatologa Nikołaja Nowikowa (1921–1988).
Skład:
Viridis nitentis 1,0 (zieleń brylantowa)
Acidi tannici 3,0 (tanina)
70% Spir. Vini 5,0 (spirytus 70%)
Collodi elastici ad 100,0 (kolodium sprężyste)
M.f.sol.
Technika sporządzenia:
Taninę rozpuścić (nie podgrzewając) w 70% etanolu, dodać do kolodium sprężystego. Na końcu w całości rozpuścić zieleń brylantową.

## Zastosowanie
Lakier Nowikowa znajduje zastosowanie jako podręczny lek do szybkiego opatrywania ran i niewielkich skaleczeń (otarć). Niekiedy także do łagodzenia odczynów skórnych po ukąszeniach owadów (zwłaszcza zmian "rozdrapanych"). Łączy antyseptyczne działanie barwnika anilinowego i ściągające taniny. Działa hemostatycznie (hamuje krwawienia). Rozprowadzony cienką warstwą tworzy elastyczną błonę ochronną.  W Polsce obecnie używany stosunkowo rzadko. W Czechach dostępny jest jako gotowy produkt.